# Dorfkirche Woltersdorf (Bensdorf)

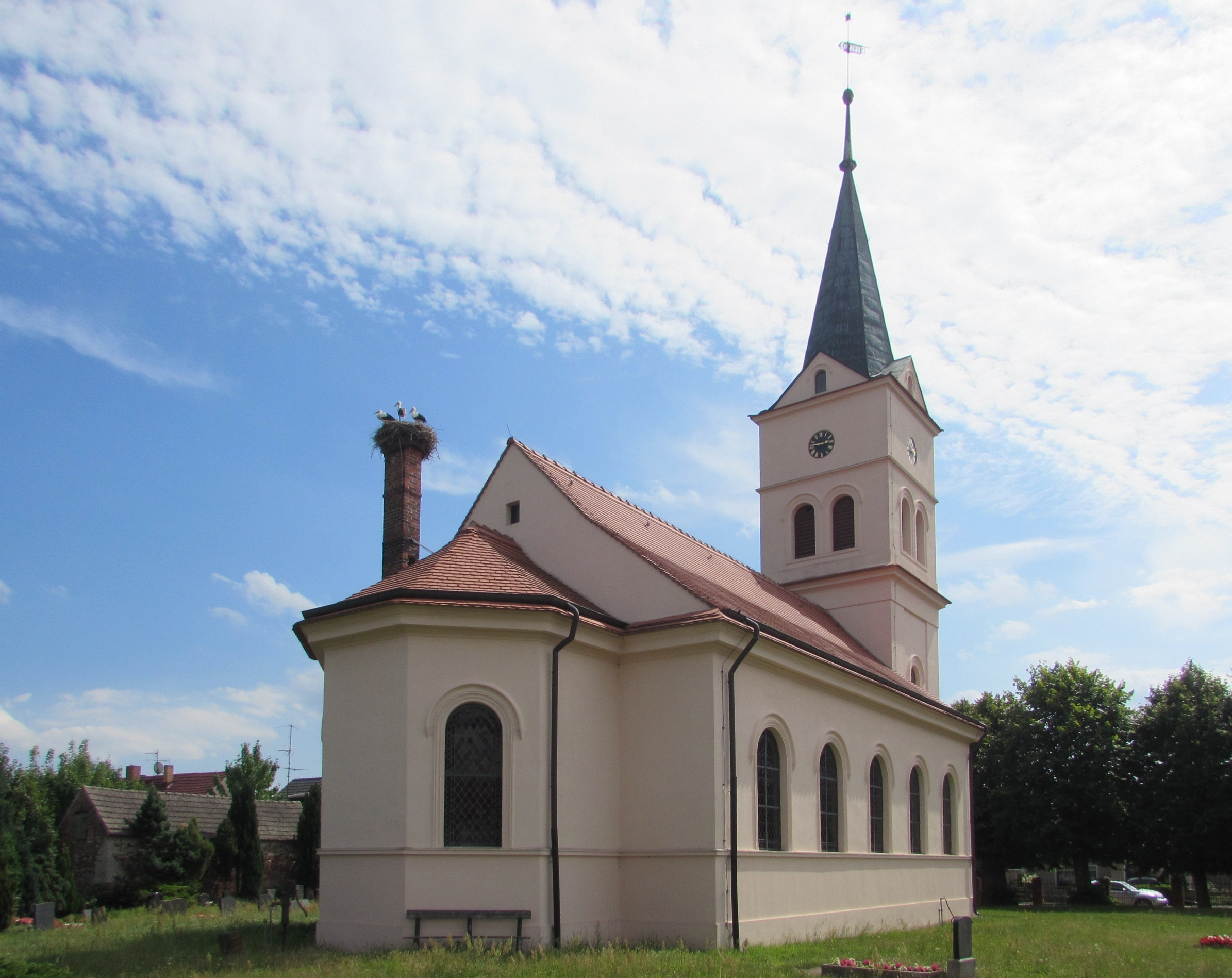
Die Dorfkirche Woltersdorf von Norden betrachtet

Die Dorfkirche Woltersdorf ist die einzige Kirche im Ortsteil Woltersdorf der Gemeinde Bensdorf im Westen des Landes Brandenburg. Die Saalkirche ist als Baudenkmal ausgewiesen und gehört zum Pfarrbereich Brandenburg West des evangelischen Kirchenkreises Mittelmark-Brandenburg der Evangelischen Kirche Berlin-Brandenburg-schlesische Oberlausitz.

## Geschichte
Auffällig ist, dass die Woltersdorfer Dorfkirche nicht die sonst für Kirchen übliche West-Ost-Ausrichtung, sondern einer von Süden nach Norden aufweist. Die Dorfkirche wurde im Stil des Klassizismus zwischen 1826 und 1827 errichtet. Bauherrin war die Woltersdorfer Kirchenpatronin, eine Frau Majorin von Werder. Baumeister des Kirchenbaus war ein Stadtbaurat aus Brandenburg an der Havel von Thümen. In den Jahren 1867 und 1868 kam es zu ersten größeren Umbauten, als man das Kirchenschiff vergrößerte. In dieser Zeit wurde auch die Orgel aus der Werkstatt August Ferdinand Wäldners aufgebaut. Sechzig Jahre nach seinem Bau musste 1886 der Kirchturm wegen schwerer Schäden komplett erneuert werden. 1929 wurde eine Stahlglocke in den Turm gehängt.
1963 wurde die Dorfkirche baupolizeilich gesperrt und 1971 aufgrund ihres schlechten Zustandes von kirchlicher und staatlicher Seite zum Abriss vorgesehen. In den folgenden Jahren wurde das Kirchenbauwerk jedoch mit wenigen zur Verfügung stehenden Mitteln saniert. 2000 nahm man die Dorfkirche Woltersdorf in die Denkmalliste des Landkreises Potsdam-Mittelmark auf. Vier Jahre später wurde ein Förderverein Dorfkirche Woltersdorf gegründet. Bis 2007 wurden mit eingeworbenen Mitteln des Vereins, Geldern der Kirche und Fördermitteln das Dachtragwerk, die Holzbalkendecke und die bauliche Hülle denkmalgerecht saniert. Im Weiteren wurde das Kircheninnere instand gesetzt.

## Bauwerk

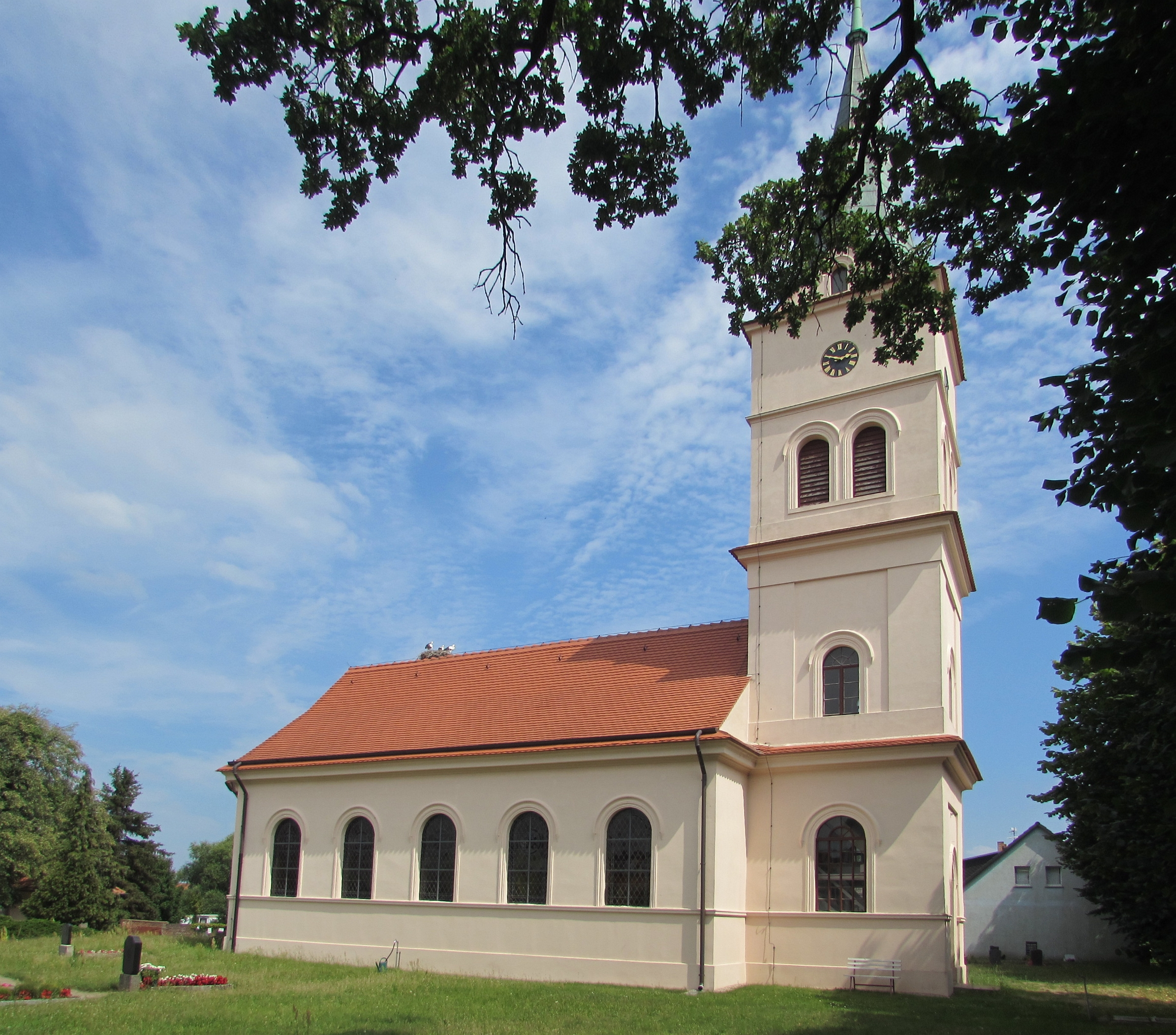
Blick von Westen

Die klassizistische Dorfkirche ist dreigestaltet. Im Süden steht ein dreistöckiger Turm. Diesem schließt sich das Kirchenschiff an, an der nördlichen Außenwand befindet sich eine fünfseitige polygonale Apsis. Das Schiff hat nach Osten und Westen jeweils fünf Rundbogenfenster, die profiliert umrandet und leicht verdacht sind. Horizontale Strukturelemente sind Gesimse, welche unter den Fenstern und unter der Traufe verlaufen, und die sich auf die giebelseitigen Wände, den Tur und die Apsis fortsetzen, also verkröpft um den Kirchenbau verlaufen. Die Apsis ist schlicht. Zwei Rundbogenfenster weisen nach Nordosten und Nordwesten.
Der vom Grundriss quadratische Kirchturm ist dreistöckig. Die einzelnen Stockwerke sind durch Gesimse optisch gegliedert. Ein rundbogiges Portal ist ähnlich den Rundbogenfenster der unteren zwei Stockwerke gestaltet. Im dritten Stock befindet sich der Glockenstuhl. Rundbogige Schallöffnungen sind jeweils doppelt angelegt. Über diesen befinden sich durch ein Gesims abgetrennt nach allen vier Seiten Ziffernblätter der Kirchturmuhr. Über diesen existieren kleine typisch klassizistische Dreiecksgiebel mit kleinen Fensteröffnungen. Der Turmhelm ist sechseckig und mit Kupferblech gedeckt. Turmkugel und Wetterfahne bilden die Spitze.
Das Dach von Schiff und Apsis ist jeweils mit roten Biberschwänzen eingedeckt. Das Schiffdach ist ein Satteldach, das der Apsis ein halbes Zeltdach. An der nordöstlichen Ecke des Daches des Schiffs befindet sich ein hoher Schornstein. 

## Inneneinrichtung
In der Apsis befinden sich Altargemälde eines Malers Brockmüller aus dem späten 19. Jahrhundert. Auf dem Altarbild ist der aus seinem Grab auferstandene Christus mit einer erhobenen Hand dargestellt. Die Fenster sind mit Bleiverglasungen zugesetzt. Diese sind teilweise farblich gestaltet. In der nordöstlichen Ecke des Schiffs befindet sich ein gusseiserner Ofen mit dekorativer Oberflächengestaltung.